# WIN Television
Pour les articles homonymes, voir Win.

WIN Television est un réseau australien de chaines de télévision appartenant à la WIN Corporation qui est située à Wollongong, en Nouvelle-Galles du Sud, en Australie. Les transmissions de la WIN ont débuté le 18 mars 1962, avec un seul émetteur installé à Wollongong. À l'heure actuelle, La WIN a 24 stations owned-and-operated avec la plus importante zone géographique couverte en Australie.
Au Queensland, en Nouvelle-Galles du Sud, au Victoria, sur le Territoire de la capitale australienne, en Tasmanie il s'agit d'une filiale de Nine Network. En Australie-Méridionale, c'est une filiale de Seven Network et en Australie-Occidentale c'est une société affiliée à la fois à Nine Network et Ten Network.
Le nom du réseau, WIN est une référence à la station originale de Wollongong (WIN-4), elle-même un acronyme de Wollongong Illawarra Nouvelle-Galles du Sud. Grâce à son secteur d'information, WIN News, les émissions de télévision de la WIN assurent un service d'information toutes les demi-heures sur vingt marchés régionaux.

## Histoire

### Les débuts
La société Television Wollongong Transmission Limited (TWT) a été créée le 4 octobre 1955 par un groupe d'hommes d'affaires locaux. Cinq ans plus tard, elle a obtenu une licence de radiodiffusion du ministère des Postes et Télécommunications pour la région d'Illawarra et de la South Coast. La nouvelle station devait émettre sur la fréquence VHF 4, avec l'indicatif WIN (ce qui était l'acronyme de Wollongong et Illawarra Netwoork ou encore Wollongong - Illawarra - Nouvelle-Galles du Sud). Peu de temps après, la société achetait une parcelle de terrain à Fort Drummond, à environ deux kilomètres au sud du centre d'affaires de Wollongong, pour les studios de télévision de la station.
Avant la soirée d'ouverture, WIN-4 entreprit un programme de publicité de passage à la télévision, qui visait à encourager les habitants à acquérir de nouveaux postes de télévision ou de modifier les anciens pour qu'ils puissent recevoir la fréquences attribuée à la station. Un émetteur a été érigé sur une colline avoisinante mais les essais ont pris du retard en raison de la pluie.

### Années 1960 à 1970
Les émissions de WIN-4 ont commencé à 5 h 15, le 18 mars 1962. Le premier soir a connu un certain nombre de problèmes techniques, notamment la perte complète du son. Les sociétés TCN-9 et ATN-7 ont refusé de lui vendre des émissions, conduisant WIN television à une situation financière fragile qui, à son apogée, la trouva avec seulement 42 heures de programmes d'avance.
En avril 1963, Media Securities, propriété de Rupert Murdoch, acquit une participation majoritaire dans la station (sa deuxième station de télévision après NWS-9 Adelaide et nomma un nouveau directeur général, Bill Lean. TCN-9 et ATN-7 ont commencé à lui acheter plusieurs heures de programmes télévisés américains, à la suite d'arrangements contractuels signés par Murdoch. Au cours de cette période WIN-4 a étendu son territoire de réceptionà Moruya, Batemans Bay, Narooma, Bega et Eden. La programmation locale et la situation de quasi-monopole de la station dans son champ de couverture fit qu'en 1973, la chaine était regardée par 63 % des téléspectateurs de la région.
Murdoch a vendu la station en 1979 à Bruce Gordon afin d'acheter des participations majoritaires dans des stations RTE-10 à Sydney et ATV-0 à Melbourne.